# 콜탄

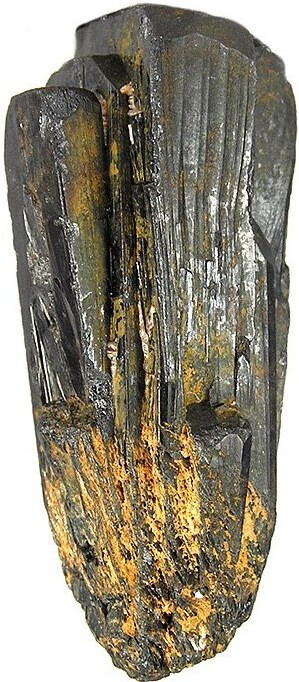
6.0 × 2.5 × 2.1 cm 크기의 콜탄 조각

콜탄(coltan, '콜럼바이트-탄탈라이트/columbite–tantalites'의 줄임말이며 산업적으로 '탄탈라이트/tantalite'로 알려져 있음)은 나이오븀과 탄탈럼 원소가 추출되는 무딘 검은색 금속 광석이다. 콜탄의 나이오븀이 주성분인 광물은 컬럼바이트(나이오븀의 원래의 미국 이름인 columbium의 이름을 따서)이고, 탄탈륨이 주성분인 광물은 탄탈라이트이다.
콜탄의 탄탈륨은 휴대폰, 개인용 컴퓨터, 자동차 전자 제품 및 카메라에 사용되는 탄탈륨 커패시터를 제조하는 데 사용된다. 콜탄 채굴은 콩고 민주 공화국에 널리 퍼져 있다.

## 같이 보기
- 페어폰
- 코발트
- 석석